# دی‌کلرومتیل متیل اتر
دی‌کلرومتیل متیل اتر (به انگلیسی: Dichloromethyl methyl ether) یک ترکیب شیمیایی با شناسه پاب‌کم ۲۱۰۰۴ است. 